# Antoni Plichta
Antoni Plichta (10 de enero de 2000) es un deportista de Polonia que compite en atletismo. Ganó una medalla de plata en el Campeonato Europeo de Atletismo Sub-20 de 2019, en la prueba de 100 m.